# Hansi Kürsch
Hansi Kürsch (Lank-Latum, 10. kolovoza 1966.) njemački je pjevač power metal-sastava Blind Guardian. 

## Žvotopis
Bio je ujedno i basist Blind Guardiana sve do 1998. godine, i albuma "Nightfall in Middle-Earth". Mnogi ga smatraju jednim od najboljih vokala heavy metala. Lagano je tepao na ranijim djelima Blind Guardiana, ali samo zbog toga što je Nijemac, a pjevao je na engleskom. Mnogi se slažu da je tepanje pridonijelo njegovom pjevanju.
Oženjen je i ima sina Jonasa.
Hansi je gostovao na sljedećim albumima, u sljedećim pjesmama (kronološkim redom):
1. Gamma Ray – Land of the Free – Farewell (1994.)
2. Grave Digger – Tunes of War (1996., prateći vokali)
3. Nepal – Manifiesto – Besando La Tierra, Estadio Chico (1997.)
4. Iron Savior – Iron Savior – For The World (1997.)
5. Edguy – Vain Glory Opera – Out of Control, Vain Glory Opera (1998.)
6. Grave Digger – Excalibur (1999., prateći vokali)
7. Therion – Deggial – Flesh of the Gods (2000.)
8. Rage – Unity (2002., prateći vokali)
9. Angra – Temple of Shadows – Winds of Destination (2004.)
10. The Arrow – Lady Nite – Never Say Never
11. Ljósálfar – Ljósálfar – Forevermoor

Također je snimio i dva albuma za svoj sporedni projekt (Demons and Wizards) s Jonom Schafferom iz Iced Eartha:
- Demons & Wizards – Demons & Wizards (2000.)
- Demons & Wizards – Touched by the Crimson King (2005.)

## Gostovanja
Osiguran glavni vokal, osim ako nije drugačije navedeno.
- Gamma Ray – Land of the Free – "Rebellion in Dreamland", "Farewell", "Land of the Free" (1995.)
- Grave Digger: Tunes of War – prateći vokali na svim pjesmama (1996.)
- Iron Savior: Iron Savior – "For the World" (1997.)
- Nepal: Manifiesto  – "Besando La Tierra", "Estadio Chico" (1997.)
- Edguy: Vain Glory Opera – "Out of Control", "Vain Glory Opera" (1998.)
- Grave Digger: Excalibur – prateći vokali na svim pjesmama (1999.)
- Therion: Deggial (2000.) – "Flesh of the Gods" (2000.)
- Rage: Unity – prateći vokali na svim pjesmama (2002.)
- Angra: Temple of Shadows – "Winds of Destination" (2004.)
- Nuclear Blast: Nuclear Blast All-Stars: Into the Light – "Slaves to the Desert" (2007.)
- Aneurysm: Shades – "Reflection" (2007.)
- Ayreon: 01011001 – prikazan kao Zauvijek (Forever) (predstavljen simbolom keltskog križa) u modi "Age of Shadows", "Beneath the Waves", "Newborn Race", "The Fifth Extinction", "Unnatural Selection", "River of Time", "The Sixth Extinction" (2008.)
- Dreamtone & Iris Mavraki's Neverland: Reversing Time – "To Lose the Sun" (2008.)
- Azeroth: II – prateći vokali na svim pjesmama (2008.)
- Van Canto: Hero – "Take to the Sky" (2008.)
- The Arrow: Lady Nite – "Never Say Never" (2009.)
- Rage: Strings to a Web Bonus DVD (Live at Wacken Open Air 2009.) – "Set This World on Fire", "All I Want", "Invisible Horizons" (2010.)
- Grave Digger: The Ballad of Mary – Rebellion 2010 (2011, EP)
- Grave Digger: The Clans Are Still Marching (2011.) – "Rebellion (The Clans Are Marching.)" (2011., album uživo)
- Solar Fragment: In Our Hands – Inside the Circle (2011.)
- Maegi: Skies Fall – "Those We've Left Behind" (2013.)
- Heaven Shall Burn: Veto – "Valhalla" (2013.)
- Iced Earth: Plagues of Babylon – "Among the Living Dead" (2014.)
- The Unguided: Fragile Immortality – "Deathwalker" (2014.)
- Disforia: The Age of Ether – "The Dying Firmament" (2014.)
- Vexillum: Unum – "The Sentenced: Fire and Blood" (2015.)
- Doro: Strong and Proud: 30 Years of Rock and Metal – "Rock Till Death", "All We Are" (2016., album uživo)
- In Extremo: Quid Pro Quo – "Roter Stern" (2016.)
- Hansen & Friends: XXX – Three Decades in Metal – "Follow the Sun" (2016.)
- The Dwarves OST: "Children of the Smith" (2016.)
- Ayreon: The Source – portretiran Astronom (The Astronomer) u modi "The Day That the World Breaks Down", "Everybody Dies", "Star of Sirrah", "Run! Apocalypse! Run!", "Aquatic Race", "Into the Ocean", "Planet Y Is Alive!", "Journey to Forever", "The Human Compulsion" (2017.)[1]
- Tarja Turunen: Feliz Navidad –  "Feliz Navidad (Barbuda Relief and Recovery Charity version)" (2017. singl)
- Orphaned Land: Unsung Prophets & Dead Messiahs – "Like Orpheus" (2018.)
- Ayreon: Ayreon Universe – The Best of Ayreon Live – "River of Time", "Star of Sirrah", "Age of Shadows", "Everybody Dies", "The Eye of Ra" (2018., album uživo)
- Judicator: The Last Emperor – "Spiritual Treason" (2018.)
- Zix: Rise from your Ashes your Grave – "Rise from your Ashes your Grave" (2018.)
- Avantasia: Moonglow – "Book of Shallows", "The Raven Child" (2019.)
- Diamond Kobra: The Arrival – pripovjedač od Intro & Outro (2019.)
- Hämatom: Maskenball – "I Want It All" (Queen Cover) (2019.)
- Númenor: Draconian Age – "Make the Stand (At the Gates of Erebor.)" (2021.)
- Corvus Corax: Era Metallum – "Lá í mbealtaine" (2022.)
- Stranger Vision: Wasteland – "Wasteland" (2022.)
- Powerwolf: Missa Cantorem II – "Call of the Wild" (2022.)